# Кубок Іспанії з футболу 1920
Кубок Іспанії з футболу 1920 — 20-й розіграш кубкового футбольного турніру в Іспанії. Титул вчетверте здобула Барселона. 

## Календар
| Раунд        | Дата                                     | Матчі | Клуби |
| ------------ | ---------------------------------------- | ----- | ----- |
| Перший раунд | 28 березня/4 квітня 1920                 | 4     | 7 → 4 |
| 1/2 фіналу   | 28 березня - 11 квітня/ 4-18 квітня 1920 | 4     | 4 → 2 |
| Фінал        | 2 травня 1920                            | 1     | 2 → 1 |

## Перший раунд
| Команда 1                | Заг. | Команда 2         | 1-й матч | 2-й матч |
| ------------------------ | ---- | ----------------- | -------- | -------- |
| 28 березня/4 квітня 1920 |      |                   |          |          |
| Мадрид                   | 2:5  | Атлетік (Більбао) | 1:1      | 1:4      |
| Спортінг (Хіхон)         | 1:4  | Реал Віго         | 0:0      | 1:4      |
| Барселона                | +:-  | Севілья           | +:-      | +:-      |

## 1/2 фіналу
| Команда 1                 | Заг. | Команда 2 | 1-й матч | 2-й матч |
| ------------------------- | ---- | --------- | -------- | -------- |
| 28 березня/11 квітня 1920 |      |           |          |          |
| Реал Уніон                | 4:5  | Барселона | 0:1      | 4:4      |
| 11/18 квітня 1920         |      |           |          |          |
| Атлетік (Більбао)         | 3:1  | Реал Віго | 2:1      | 1:0      |

## Фінал
| 2 травня 1920 |

| Барселона                   | 2:0      | Атлетік (Більбао) |
| --------------------------- | -------- | ----------------- |
| Мартінес 70' Алькантара 80' | Протокол |                   |

| Ель-Молінон, Хіхон Глядачів: 10 000 Арбітр: Бертран де Ліс |